# Mauna
Mauna (o Mouna) è una parola sanscrita che vuol dire silenzio.

## Nella meditazione
In India e nelle altre zone dell'est asiatico il mauna rappresentava la parte essenziale della meditazione, o meglio del Dhyāna, disciplina yogica meditativa basata sul "silenzio interiore".
Lo stato della persona in "mauna" è uno stato di pace, chiaro, cosciente e quindi anche trascendente il normale mentale; lo stato di pace così esperito si chiama "shantim".